# Rwanda Development Gateway
 (signalé en mai 2025).
Si vous disposez d'ouvrages ou d'articles de référence ou si vous connaissez des sites web de qualité traitant du thème abordé ici, merci de compléter l'article en donnant les références utiles à sa vérifiabilité et en les liant à la section « Notes et références ».
- Archive Wikiwix
- Bing
- Cairn
- DuckDuckGo
- E. Universalis
- Gallica
- Google
- G. Books
- G. News
- G. Scholar
- Persée
- Qwant
- (zh) Baidu
- (ru) Yandex
- (wd) trouver des œuvres sur Wikidata

Rwanda Development Gateway (RDG) est un projet du gouvernement du Rwanda, géré par l'Université nationale du Rwanda, NUR. 
Le RDG met en œuvre un programme visant à mettre en place un portail national comme plateforme de partage d'informations. Le portail représente un guichet unique d'informations au Rwanda et l'interface Web du pays avec le reste du monde.
Le RDG vise à réduire la pauvreté en offrant des opportunités de partage des connaissances et mise en réseau entre les communautés pour conduire le programme de développement de manière participative, en se basant sur les priorités locales. Ceci est conforme à la programme  Vision 2020 et aux plans nationaux d’infrastructure de l’information et des communications (NICI).

### Traduction
- (en) Cet article est partiellement ou en totalité issu de l’article de Wikipédia en anglais intitulé « Rwanda Development Gateway » (voir la liste des auteurs).